# نادي فيريا
فيريا نادي كرة قدم بلغاري تأسس يوم 15 يوليو 2001 في مدينة ستارا زاغورا.من العرب الذين انضموا اليه حسين عبد الغني .